# Siège de la Rai de Gênes
 (décembre 2019).
Si vous disposez d'ouvrages ou d'articles de référence ou si vous connaissez des sites web de qualité traitant du thème abordé ici, merci de compléter l'article en donnant les références utiles à sa vérifiabilité et en les liant à la section « Notes et références ».

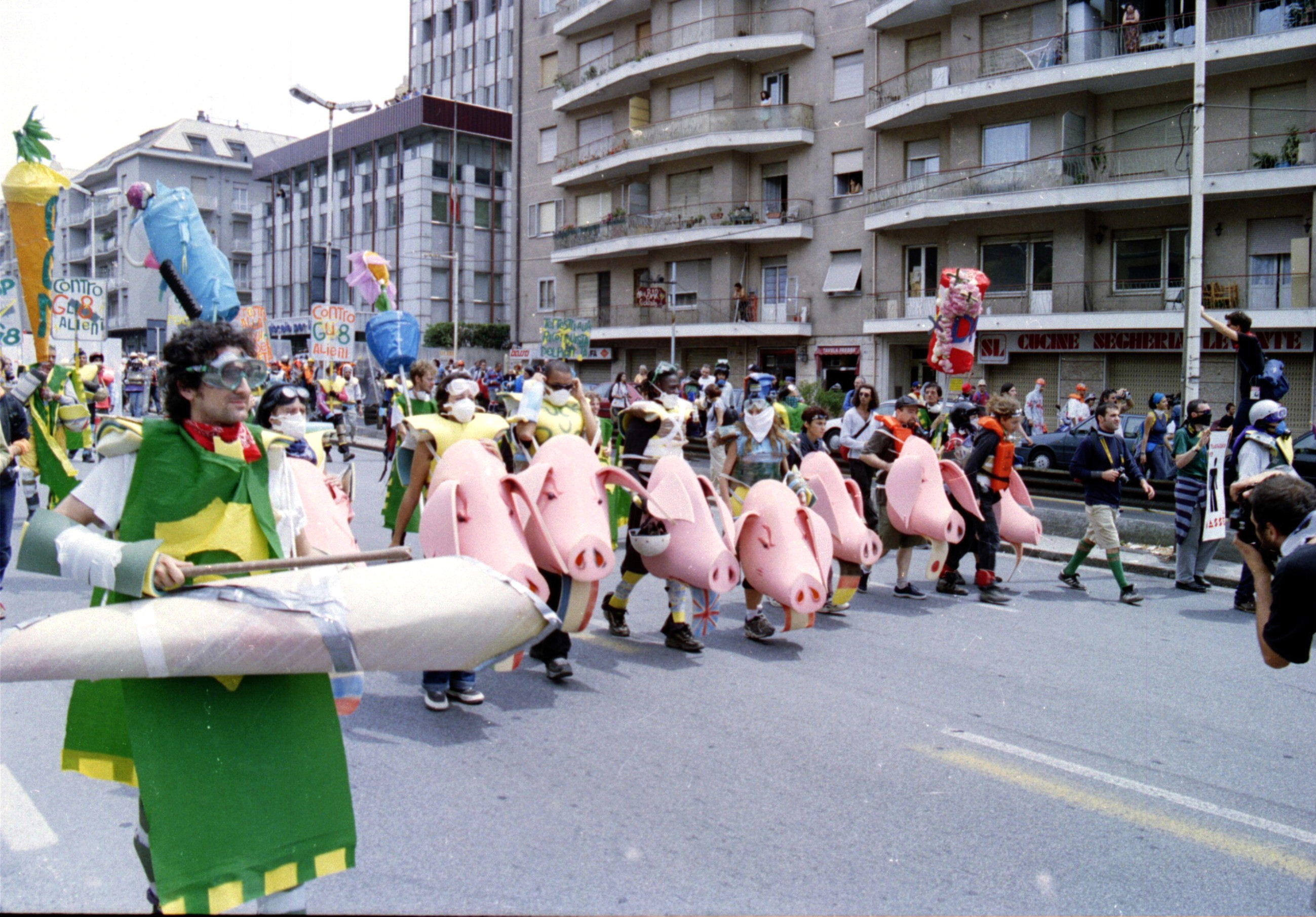
Le siège RAI (deuxième palais de gauche) pendant le meutes anti-G8 de Gênes 20 juillet 2001.

Le siège de la Rai de Gênes est l'une des 21 directions régionales du réseau de télévision Rai 3, émettant sur la région de la Ligurie et basée à Gênes.

## Histoire
La Rai était présente en 1928 rue San Luca. Pendant la Seconde Guerre mondiale, les bureaux ont été transférés rue delle Palme à Nervi. Après la guerre, les transmissions reprennent le 26 avril 1945 depuis la Place de la Victoire qui est le siège du réseau jusqu'en 1966, lorsqu'il déménage à Corso Europa.

## Émissions régionales
- TGR Liguria : toute l'actualité régionale diffusée chaque jour de 14h00 à 14h20, 19h30 à 19h55 et 00h10
- TGR Meteo : météo régionale, remplacé par Rai Meteo Regionale le 3 juin 2018
- Buongiorno Regione (en français « Bonjour Région ») : toute l'actualité régionale diffusée chaque jour du lundi au vendredi de 7h30 à 8h00, il n'est pas diffusé en été.